# Mokrá Lúka
Mokrá Lúka je obec na Slovensku v okrese Revúca. Leží v údolí řeky Muráň asi 3 km jihovýchodně od města Revúca. Žije zde 540 obyvatel. První písemná zmínka pochází z roku 1427.
V obci se nachází klasicistní evangelický kostel z roku 1785 a barokní římskokatolický kostel Navštívení Panny Marie z roku 1735.